# Heinz Röhrer
Heinz Röhrer (* 23. März 1905 in Leipzig; † 13. Juni 1992 in Rathenow) war ein deutscher Veterinärmediziner und Virologe. Er wirkte von 1948 bis 1970 als Präsident der zur Forschungsgemeinschaft der Akademie der Landwirtschaftswissenschaften der Deutschen Demokratischen Republik (DDR) gehörenden Forschungsanstalt für Tierseuchen auf der Insel Riems bei Greifswald, der Vorläufereinrichtung des heutigen Friedrich-Loeffler-Instituts. Darüber hinaus war er ab 1950 Professor mit Lehrauftrag und von 1960 bis 1970 ordentlicher Professor für Virologie an der Universität Greifswald.

## Leben
Heinz Röhrer wurde 1905 in Leipzig geboren und absolvierte von 1924 bis 1928 ein Studium der Veterinärmedizin an der Universität seiner Heimatstadt. Nach seiner Approbation als Tierarzt und seiner Promotion 1928 in Leipzig zu einem Thema aus dem Bereich der Pathologie des Hundes wirkte er von 1930 bis 1932 als wissenschaftlicher Assistent in der Abteilung für Schweinepest der Staatlichen Forschungsanstalt für Tierseuchen auf der Insel Riems bei Greifswald. Anschließend wechselte er bis 1935 an die Universität Freiburg, von 1935 bis 1941 war er bei verschiedenen staatlichen Veterinäruntersuchungsämtern tätig. Im Jahr 1941 wurde er an der Universität zu Köln habilitiert. Von 1942 bis September 1945 wirkte er dann als Professor und Abteilungsleiter beziehungsweise ab 1944 als Direktor der Riemser Forschungsanstalt.
Nach dem Ende des Zweiten Weltkrieges war er von 1946 bis 1948 Leiter der Produktionsstätte Rottenau der aus dem Anhaltischen Serum-Institut Dessau (ASID) entstandenen Serumwerke in Dessau. Im Jahr 1948 wurde er Präsident des als „Forschungsanstalt für Tierseuchen“ neugegründeten Instituts auf dem Riems, das ab 1952 den Namen Friedrich-Loeffler-Institut trug. Nach der Gründung der Deutschen Demokratischen Republik (DDR) übernahm die Deutsche Akademie der Landwirtschaftswissenschaften (DAL) die Trägerschaft des Instituts. Heinz Röhrer erhielt 1950 eine Professur mit Lehrauftrag an der Ernst-Moritz-Arndt-Universität Greifswald, zehn Jahre später wurde er dort zum ordentlichen Professor für Virologie berufen. Ab 1959 war er Vorsitzender des Arbeitskreises für Seren, Impfstoffe und Organpräparate beim Forschungsrat der DDR. Er wurde 1970 emeritiert und starb 1992 in Rathenow.

## Wissenschaftliches Wirken
Heinz Röhrer veröffentlichte etwa 100 wissenschaftliche Publikationen zur experimentellen Veterinärmedizin und zur Bekämpfung von Tierseuchen. Als seine wesentliche Leistung gilt der Wiederaufbau der Forschungsanstalt auf der Insel Riems, deren Ausstattung nach dem Zweiten Weltkrieg aufgrund von Reparationen nahezu vollständig entzogen worden war. Darüber hinaus war er wesentlich beteiligt an der Etablierung der obligatorischen Impfung gegen Maul- und Klauenseuche in der DDR sowie an der Entwicklung eines wirksamen Impfstoffes gegen die Schweinepest.

## Politisches Engagement
Heinz Röhrer war ab 1931 NSDAP-Mitglied und seit 1951 der Christlich-Demokratischen Union der DDR, deren Hauptvorstand er ab 1954 angehörte. Von 1954 bis 1963 amtierte er als Abgeordneter der Volkskammer.

## Auszeichnungen
Heinz Röhrer erhielt 1951 und 1954 den Nationalpreis der DDR sowie 1956 den Vaterländischen Verdienstorden in Silber. Als ordentliches Mitglied der Deutschen Akademie der Landwirtschaftswissenschaften war er von 1957 bis 1969 Sekretär von deren Sektion Veterinärmedizin. Außerdem gehörte er ab 1955 als ordentliches Mitglied der Deutschen Akademie der Wissenschaften zu Berlin an, der späteren Akademie der Wissenschaften der DDR, und ab 1957 der Deutschen Akademie der Naturforscher Leopoldina. Die Universitäten in Leipzig (1960) und Greifswald (1965) verliehen ihm die Ehrendoktorwürde. Darüber hinaus war er Mitglied beziehungsweise Ehrenmitglied verschiedener nationaler und internationaler wissenschaftlicher Vereinigungen, unter anderem der Royal Society of Medicine und der Polnischen Akademie der Wissenschaften. Die Leopoldina verlieh ihm 1991 für sein Lebenswerk die Cothenius-Medaille.

## Werke
- Die Viruskrankheiten bei landwirtschaftlichen Nutztieren. Berlin 1953.
- Atlas der pathologisch-anatomischen und histologischen Diagnostik der Schweinepest. Jena 1960 (als Mitautor).
- Die wichtigsten Viruskrankheiten der Haustiere. Berlin 1962.
- Maul- und Klauenseuche. Jena 1980 (als Mitautor).